# هاري سميث (لاعب كرة قدم أمريكية)
هاري سميث (بالإنجليزية: Harry Smith)‏ هو لاعب كرة قدم أمريكية أمريكي، ولد في 26 أغسطس 1918 في روسيلفيل في الولايات المتحدة، وتوفي في 30 يوليو 2013 في كولومبيا في الولايات المتحدة.

## وصلات خارجية
- هاري سميث على موقع مرجع كرة القدم المحترفة.كوم (الإنجليزية)